# Starý Plzenec
Starý Plzenec là một thị trấn thuộc huyện Plzeň-město, vùng Plzeňský, Cộng hòa Séc.